# Every Morning (singel Basshuntera)
„Every Morning” – dwunasty singel szwedzkiego muzyka  Basshuntera, wydany 18 września 2009 roku. Singel znalazł się na albumie Bass Generation.

## Lista utworów
- CD singel, singel promocyjny (24 sierpnia 2009)[1]

1. „Every Morning” – 3:17

- CD singel (21 września 2009)[2]

1. „Every Morning” (Radio Edit) – 3:18
2. „Every Morning” (Headhunters Remix) – 5:23

- CD maxi singel (21 września 2009)[3]

1. „Every Morning” (Radio Edit) – 3:18
2. „Every Morning” (Extended Mix) – 4:30
3. „Every Morning” (Raindrops! Remix) – 4:54
4. „Every Morning” (Ultra DJs Bass Remix) – 4:28
5. „Every Morning” (Michael Mind Remix) – 5:12
6. „Every Morning” (Ali Payami Remix) – 6:04

- 9 x file, MP3 download (13 października 2009)[4]

1. „Every Morning” (Michael Mind Remix Edit) – 2:57
2. „Every Morning” (Michael Mind Remix) – 5:12
3. „Every Morning” (Headhunters Edit) – 3:41
4. „Every Morning” (Headhunters Remix) – 5:21
5. „Every Morning” (Payami Remix) – 6:02
6. „Every Morning” (Hot Pink DeLorean Remix) – 7:01
7. „Every Morning” (Rain Dropz Remix) – 4:52
8. „Every Morning” (Ultra DJ's Remix) – 5:21
9. „Every Morning” (Payami Chillout Version) – 2:33

- CD maxi singel (2009)[5]

1. „Every Morning” (Radio Edit) – 3:15
2. „Every Morning” (Payami Remix) – 6:04
3. „Every Morning” (Extended Version) – 4:29
4. „Every Morning” (Michael Mind Remix) – 5:10
5. „Every Morning” (Headhunters Extended Version) – 5:23
6. „Every Morning” (Ultra DJ's Bass Mix) – 5:26
7. „Every Morning” (Rain Dropz Remix) – 4:52
8. „Every Morning” (Hot Pink Delorean Remix) – 7:02

- CD singel (2009)[6]

1. „Every Morning” (Radio Edit)
2. „Every Morning” (Payami Remix Radio Edit)

- CDr, singel promocyjny (2009)[7]

1. „Every Morning” (Hot Pink Delorean Remix) – 7:02
2. „Every Morning” (Hot Pink Delorean Dub) – 7:02

- CDr, singel promocyjny (2009)[8]

1. „Every Morning” (Michael Minds Remix) – 5:10
2. „Every Morning” (PJ Harmony Remix) – 6:02
3. „Every Morning” (Headhunters Remix) – 5:22
4. „Every Morning” (RainDropz! Remix) – 4:52
5. „Every Morning” (Ultra DJ's Remix) – 5:22
6. „Every Morning” (Michael Minds Edit) – 2:58

- CDr, singel promocyjny (2009)[9]

1. „Every Morning” (Radio Edit) – 3:19
2. „Every Morning” (Extended Mix) – 4:31

- CD singel, singel promocyjny (2009)[10]

1. „Every Morning” (Radio Edit)
2. „Every Morning” (Extended)
3. „Every Morning” (Michael Mind Edit)
4. „Every Morning” (Michael Mind Remix)
5. „Every Morning” (RainDropz Remix)
6. „Every Morning” (Headhunters Edit)
7. „Every Morning” (Headhunters Remix)
8. „Every Morning” (Ali Payami Remix)
9. „Every Morning” (Hot Pink Delorean Remix)
10. „Every Morning” (Instrumental Edit)

## Wydanie
| Kraj              | Data wydania         | Nr. Katalogowy   | Format                 | Wytwórnia                        | Źródło |
| ----------------- | -------------------- | ---------------- | ---------------------- | -------------------------------- | ------ |
| Wielka Brytania   | 21 września 2009     | H2B42CDS         | CD singel, maxi singel | Hard2Beat                        | [ 11 ] |
| Stany Zjednoczone | 13 października 2009 | UL 2263          | MP3                    | Ultra Records                    | [ 12 ] |
| Szwecja           | 2009                 | 5051865-6154-2-2 | CD singel, maxi singel | Warner Music Warner Music Sweden | [ 13 ] |

## Teledysk
Teledysk został nakręcony w Palma de Mallorca na Majorce. Teledysk został wyreżyserowany przez Aleksa Herrona, a reżyserem fotografii był Anders Flatland. Teledysk został opublikowany 12 sierpnia 2009 roku. W teledysku wystąpił między innymi Scotty T.

## Odbiór
| BBC         | [ 17 ] |
| Digital Spy | [ 18 ] |

### Pozycje na listach przebojów
| Kraj/Region       | Lista (2009)          | Najwyższa pozycja | Sprzedaż |
| ----------------- | --------------------- | ----------------- | -------- |
| Szwecja           | Top 60 Singles        | 13                | –        |
| Nowa Zelandia     | Top 40 Singles        | 14                | –        |
| Irlandia          | Top 50 Singles        | 17                | –        |
| Wielka Brytania   | Top 100 Singles       | 17                | 12 876   |
| Stany Zjednoczone | Hot 100 Singles Sales | 38                | –        |
| Niemcy            | Top 100 Singles       | 76                | –        |
| Europa            | European Hot 100      | 49                | –        |

### Nominacje
| Rok  | Nagroda                         | Kategoria             |
| ---- | ------------------------------- | --------------------- |
| 2010 | International Dance Music Award | Best HiNRG/Euro Track |

## Występy na żywo
Basshunter wykonał utwór na żywo w Bydgoszczy w Polsce 23 sierpnia 2009 roku podczas imprezy „Hity Na Czasie”.